# Isovaleriansyra
Isovaleriansyra, även känd som β-metylsmörsyra eller 3-metylbutansyra, är en grenad karboxylsyra med mycket obehaglig lukt. Föreningen förekommer naturligt och finns i många livsmedel, såsom ost, sojamjölk och äppeljuice.

## Historik
3-metylbutansyra är en mindre beståndsdel i den fleråriga blommande växten valerian (Valeriana officinalis), från vilken den fick sitt trivialnamn isovaleriansyra, en isomer av valeriansyra som delar dess obehagliga lukt. Den torkade roten av denna växt har använts medicinskt sedan antiken. Deras kemiska identitet undersöktes först på 1800-talet genom oxidation av komponenterna i fuselalkohol, som innehåller amylalkoholerna med fem kol.

## Tillverkning
Industriellt produceras 3-metylbutansyra genom hydroformylering av isobutylen med syntesgas, som bildar isovaleraldehyd,  som oxideras till slutprodukten.
(CH3)2C=CH2 + H2 + CO → (CH3)2CHCH2CHO → 3-metylbutansyra

## Reaktioner
3-metylbutansyra reagerar som en typisk karboxylsyra. Den kan bilda amid-, ester-, anhydrid- och kloridderivat. Syrakloriden används ofta som mellanprodukt för att erhålla de andra. Syran har använts för att syntetisera β-hydroxiisovalerinsyra - annars känd som β-hydroxi β-metylsmörsyra - via mikrobiell oxidation av svampen Galactomyces reessii.

## Användning
Isovaleriansyra har en stark skarp ostliknande eller svettig lukt, men dess flyktiga estrar som etylisovalerat har behaglig lukt och används ofta i parfymeri. Det är också den primära smaken som läggs till vin när det tillverkas med Brettanomyces-jäst. Andra föreningar som produceras av Brettanomyces-jäst är 4-etylfenol, 4-vinylfenol och 4-etylguaiacol. Ett överskott av isovaleriansyra i vin ses i allmänhet som en defekt, eftersom det kan lukta svettigt, läderartat eller "som en ladugård", men i små mängder kan det lukta rökigt, kryddigt eller medicinskt. Dessa fenomen kan förhindras genom att döda all Brettanomyces-jäst, såsom genom steril filtrering, genom tillsats av relativt stora mängder svaveldioxid och ibland sorbinsyra, genom att blanda i alkoholhaltig sprit för att ge ett berikat vin med tillräcklig styrka för att döda all jäst och bakterier, eller genom pastörisering. Isovaleriansyra finns också i öl och med undantag för vissa ale i engelsk stil anses det vanligtvis vara en brist. Det kan produceras genom oxidation av humlehartser eller närvarande av Brettanomyces-jäst.
Föreningens säkerhet som livsmedelstillsats granskades av en FAO- och WHO-panel, som drog slutsatsen att det inte finns några problem vid de sannolika intagsnivåerna.

## Biologi
Eftersom isovaleriansyra och dess estrar är naturliga komponenter i många livsmedel, är det närvarande i däggdjur inklusive människor. Isovaleryl-koenzym A är också en mellanprodukt i metabolismen av grenade aminosyror..
Isovaleriansyra är en viktig del av orsaken till intensiv fotlukt, eftersom den produceras av hudbakterier som metaboliserar leucin och i sällsynta fall kan ett tillstånd som kallas isovaleriansyraemi leda till förhöjda nivåer av denna metabolit.

## Salter och estrar
Ett isovalerat eller 3-metylbutanoatjon är (CH3)2CHCH2COO−, syrans konjugatbas. Det är den form som finns i biologiska system vid fysiologiskt pH. En isovalerat eller 3-metylbutanoatförening är ett salt eller ester av syran.